# The Lion and the Mouse (pel·lícula de 1928)
The Lion and the Mouse és una pel·lícula inicialment muda a la que posteriorment es van afegir diàlegs la qual es va estrenar el 21 de maig de 1928. La versió sonora (Vitaphone) comptava amb 28 minuts de diàlegs i so. Va ser dirigida per Lloyd Bacon i els actors principals van ser May McAvoy, Lionel Barrymore i Alec B. Francis. La crítica del moment destacava la naturalitat de la parla de Lionel Barrymore en contrast amb la dels altres actors. A Espanya es va estrenar amb el títol “La escultora de la Paz”. Existeixen dues versions prèvies d'aquesta pel·lícula estrenades els anys 1914 (dirigida per Barry O'NeilI) i 1919 (dirigida per Tom Terriss).

## Repartiment
- May McAvoy (Shirley Ross)
- Lionel Barrymore (John Ryder)
- Alec B. Francis (jutge John Ross)
- William Collier Jr. (Jefferson Ryder)
- Emmett Corrigan (Dr. Hays)
- Jack Ackroyd (Smith, assistent de Jefferson)

## Argument
John “Ready Money” Ryder és un implacable home de negocis que odia el jutge Ross, ja que pensa que aquest va dictar una sentència injusta en contra seva. En un litigi el jutge dictamina a favor d'una gran empresa petroliera sense saber que una companyia més petita, de la que ell posseeix una quantitat considerable d'accions, ha estat absorbida per aquesta més gran. De fet el jutge havia comprat aquestes accions per consell de Ryder però planeja denunciar el cas com si fos un suborn. L'única prova que pot demostrar la bona intenció del jutge és una carta possessió de Ryder que ho explicaria tot. Els esforços de Shirley, la filla del jutge, aconsegueixen provar la innocència del seu pare després que aquesta es casa amb Jeferson, el fill de Ryder. Al final elsdos homes es reconcilien.